# Stövare

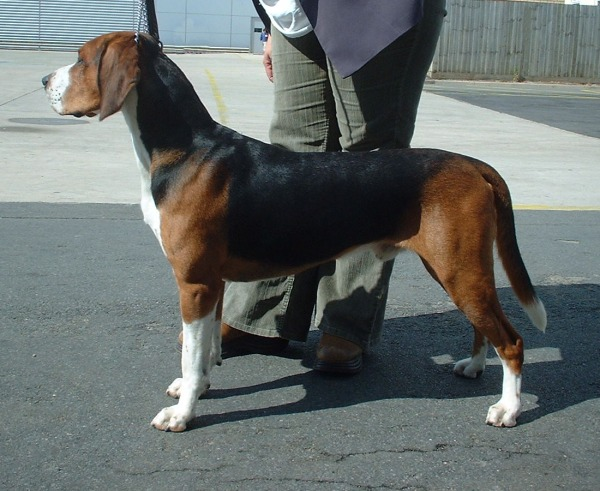
Hamiltonstövare

Stövare är en hundtyp som främst används som drivande jakthund. Med stövare avses hundar som används för jakt på hare och räv, och som är rådjursrena.  
Enligt den internationella kennelfederationen Fédération Cynologique Internationales (FCI) gruppindelning av hundraser räknas de till Grupp 6: Drivande hundar, samt sök- och spårhundar. Stövare kommer av medellågtyskans stover. I Danmark går drevern under namnet strellufstövare; dessa räknades tidigare som separata raser. Drevern är en långsamdrivande hund, och följaktligen anses inte denna, i svenskt språkbruk, vara en stövare.

## Nordiska stövare
- Dunkerstövare.
- Finsk stövare, på finska suomenajokoira.
- Gotlandsstövare.
- Haldenstövare.
- Hamiltonstövare.
- Hygenstövare, även hygenhund.
- Schillerstövare.
- Smålandsstövare.

## Västeuropeiska stövare
- Brandlbracke, även österrikisk stövare, också vieräugl.
- Deutsche bracke, även tysk stövare.
- Sabueso español, även spansk stövare.
- Schweiziska stövare med varianterna bernerstövare, jurastövare, luzernerstövare och schwyzerstövare.[3]
- Segugio italiano, även italiensk stövare.
- Steirische rauhhaarbracke, även steiermarkstövare.
- Tirolerbracke, även tyrolerstövare.

## Östeuropeiska stövare
- Anglo-russkaja gontjaja, även rysk fläckig stövare.
- Estnisk stövare, även eesti hagijas.
- Gonczy polski, även polsk jakthund
- Istarski gonic, även istrisk stövare.
- Lietuviu skalikas, även litauisk stövare.
- Ogar polski, även polsk stövare.
- Posavski gonic, även posavinastövare.
- Russkaja gontjaja, även rysk stövare.
- Serbski gonic, även balkanstövare, balkanski gonic eller jugoslavisk stövare.
- Serbski trobojni gonic, även trefärgad balkanstövare eller trefärgad jugoslavisk stövare.
- Slovenský kopov, även slovakisk stövare.